# 布雷瓦托鎮區 (明尼蘇達州聖路易斯縣)
布雷瓦托鎮區（英語：Brevator Township）是位於美國明尼蘇達州聖路易斯縣的一個行政鎮區。

## 地方資料
布雷瓦托鎮區的面積為92.45平方千米，當中陸地面積為89.57平方千米，而水域面積為2.88平方千米。根據2020年美國人口普查的數據，當地共有人口1214人，而人口密度為每平方千米13.13人。